# Christophe Thébault
Pour les articles homonymes, voir Thébault.
Christophe Thébault est un coureur cycliste français, né le 26 décembre 1972 à Brest.

## Palmarès et classements mondiaux

### Palmarès
- 1995
  -  Champion de France sur route amateurs
  - Trois Jours des Mauges
  - Rouen-Gisors
  - 2e du championnat de Normandie sur route
  - 2e des Deux Jours cyclistes de Machecoul
- 1996
  - 2e du Trio normand
- 1997
  - Boucles de la Mayenne
  - 2e du Trophée Mavic
- 1998
  - 2e de Nantes-Segré
  - 2e du Tour de Belle-Île-en-Mer
- 1999
  - Prix de la Saint-Laurent
  - 2e de la Flèche Charente Limousine
  - 3e de la Flèche de Locminé
  - 3e du Grand Prix de Lignac
  - 3e du Tour de la Porte Océane
- 2000
  - 2e du Grand Prix Gilbert-Bousquet
  - 2e de la Route bretonne
  - 3e du Chrono de Rochecorbon
- 2001
  - Souvenir Louison-Bobet
  - Manche-Océan
  - 3e étape du Tour de la Porte Océane (contre-la-montre)
  - 3e étape du Tour de Seine-et-Marne
  - 2e de La Tramontane
- 2002
  - Essor breton
  - Manche-Atlantique
  - Grand Prix U
  - Trophée Jean-Jacques Quéré
  - Tour de la Charente Limousine
  - Tour de la Dordogne
  - Prix des Vins Nouveaux
  - 2e du Grand Prix de Blangy-sur-Bresle
  - 3e du Grand Prix de Fougères
- 2003
  -  Champion de Bretagne sur route
  - Manche-Océan
  - Prologue et 5eb étape (contre-la-montre) du Tour de Nouvelle-Calédonie
  - 2e du Grand Prix U
  - 3e du Grand Prix de Plouay amateurs
  - 3e du Tour de Nouvelle-Calédonie
- 2004
  - Circuit de la Nive
  - 4e étape du Tour de Normandie
- 2006
  - Grand Prix de Montamisé

### Classements mondiaux
| Année           | 2005 |
| --------------- | ---- |
| UCI Europe Tour | 475e |